# Oliver Jeffers
Pour les articles homonymes, voir Jeffers.
Oliver Jeffers, né en 1977 à Port Hedland (Australie), est un artiste britannique, originaire d'Irlande du Nord. Il est l'auteur et illustrateur de plusieurs ouvrages de littérature jeunesse.

## Biographie
Oliver Jeffers est diplômé en communication visuelle de l'Université d'Ulster, en Irlande du Nord. 
Il a obtenu plusieurs prix, et par deux fois l'Irish Children's Book des Irish Book Awards, en 2007 et 2012.
En 2017, il est lauréat du prestigieux Prix Fiction de la Foire internationale du livre jeunesse de Bologne, pour l'ouvrage A Child of Books (L'Enfant des livres) qu'il a réalisé avec Sam Winston.

## Œuvre

### Auteur et illustrateur
- How to catch a star, paru chez HarperCollins en 2004
  - Titre français : Comment attraper une étoile, Kaléidoscope, 2005
- Lost and found, paru chez HarperCollins, 2005
  - Titre français : Perdu ? Retrouvé !, Kaléidoscope, 2005
- The incredible book eating boy, paru chez HarperCollins en 2006  -  Irish Children's Book des Irish Book Awards 2007
  - Titre français : L'extraordinaire garçon qui dévorait les livres, Kaléidoscope, 2007
- The way back home, paru chez HarperCollins en 2007
  - On rentre à la maison, Kaléidoscope, 2008
- The great paper caper, paru chez HarperCollins, 2008
  - Le Filou de la forêt, Kaléidoscope, 2009
- The heart and the bottle, paru chez HarperCollins, 2009
  - Le Cœur & la Bouteille, Kaléidoscope, 2010
- Up and down, paru chez HarperCollins, 2010
  - Pingouin vole, Kaléidoscope, 2011
- Stuck, paru chez HarperCollins, 2011
  - Coincé, Kaléidoscope, 2012
- The Hueys in the new jumper
  - La Famille Ohé. Le nouveau pull-over, Kaléidoscope, 2012
- This Moose belongs to me, 2012 - Irish Children's Book des Irish Book Awards 2012
  - Cet élan est à moi, Kaléidoscope, 2013
- The Hueys in it wasn't me
  - La Famille Ohé. C'est lui !, Kaléidoscope, 2013
- The Hueys in none the number
  - La Famille Ohé. Zéro ou rien, Kaléidoscope, 2013
- Once upon an alphabet, Philomel, 2014
  - Il était une fois l'alphabet, Kaléidoscope, 2015
- A child of books, coréalisé avec Sam Winston
  - L'Enfant des livres, Kaléidoscope, 2016
- Here We Are: Notes for Living on Planet Earth, Philomel, 2017
  - Nous sommes là, Kaléidoscope, 2018

Recueil en français
- Il était une fois un petit garçon : trois histoires (recueil comprenant : Comment attraper une étoile ; Perdu ? Retrouvé ! ; On rentre à la maison - Trad. de : "How to catch a star" ; "Lost and found" ; "The way back home") Kaléidoscope, 2009

### Illustrateur
- (en) Noah Barleywater runs away de John Boyne, ill. Oliver Jeffers, 2011
  - Noé Nectar et son voyage étrange, Gallimard Jeunesse, 2012 (traduction de Catherine Gibert)
- The day the crayons quit de Drew Daywalt (en), ill. Oliver Jeffers
  - Rébellion chez les crayons, Kaléidoscope, 2014
- The terrible thing that happened to Barnaby Brocket de John Boyne, ill. Oliver Jeffers
  - Barnabé ou La vie en l'air , Gallimard Jeunesse, 2014 (traduction de Catherine Gibert)
- The boy who swam with piranhas de David Almond, ill. Oliver Jeffers
  - Le garçon qui nageait avec les piranhas , Gallimard Jeunesse, 2015 (traduction de Diane Ménard)
- (en) Imaginary Fred, texte de Eoin Colfer, illustrations de Oliver Jeffers, 2015
  - Mon ami Fred[2], Gallimard Jeunesse, 2016. (Traduction de Jean-François Ménard)
- The day the crayons came home de Drew Daywalt (en), ill. Oliver Jeffers
  - Les crayons rentrent à la maison, Kaléidoscope, 2016
- The crayons' book of colours de Drew Daywalt (en), ill. Oliver Jeffers
  - Le livre des couleurs des crayons, Kaléidoscope, 2017
- The crayons book of numbers de Drew Daywalt (en), ill. Oliver Jeffers
  -  Le livre des nombres des crayons , Kaléidoscope, 2017

## Prix et distinctions
- How to catch a star a obtenu le CBI book awards merit en 2004 et était sélectionné pour les Booktrust awards en 2005[3].
- Lost and found a obtenu le Blue Peter book of the year en 2006 et la Médaille d'or Nestlé en 2005[4].
- The incredible book eating boy a obtenu le Irish picture book of the year en 2007[5] des Irish Book Awards.
- (international) « Honour List » 2008[6] de l' IBBY pour The incredible book eating boy
- The great paper caper était sélectionné pour les Roald Dahl awards en 2008[7].
- The heart and the bottle a obtenu le British book design award en 2010[8].
- Finaliste Médaille Kate-Greenaway 2010[9] pour ses illustrations de Le Filou de la forêt (The Great Paper Caper) (auteur du texte également)
- Up and down était sélectionné pour les CBI awards en 2011[10].
- Finaliste Médaille Kate-Greenaway 2011[9] pour ses illustrations de Le Cœur & la Bouteille (The Heart And The Bottle) (auteur du texte également)
- This Moose Belongs to Me obtient l'Irish Children's Book des Irish Book Awards[11] en 2012
- Finaliste Médaille Kate-Greenaway 2014[9] pour ses illustrations de Rébellion chez les crayons (The Day the Crayons Quit) (texte de  Drew Daywalt)
- Mon ami Fred, qu'il a illustré, sur un texte de Eoin Colfer reçoit l'Irish Children's Book des Irish Book Awards 2015[12]
- Finaliste Médaille Kate-Greenaway 2016[13] pour Il était une fois l'alphabet (Once Upon an Alphabet)
- A Child of Books (L'Enfant des livres) qu'il a réalisé avec Sam Winston, obtient le Prix Fiction de la Foire internationale du livre jeunesse de Bologne 2017[1].
- Prix des libraires du Québec section Jeunesse 2017[14] pour Le Garçon qui nageait avec les piranhas, qu'il a illustré, sur un texte de David Almond.
- Here We Are: Notes for Living on Planet Earth fait partie des 10 meilleurs ouvrages jeunesse 2017 du journal The Times[15]
- Prix des libraires du Québec section Jeunesse 2020[16] pour Nous sommes là : Notes concernant la vie sur la planète Terre

## Autres

### Autour du groupe U2
- La pochette du single Ordinary Love (2013) de U2 est une peinture de Nelson Mandela faite par Oliver Jeffers[17].
- Le film Films of Innocence, en 2014, est une mise en image des différents titres de Songs of Innocence du groupe U2 réalisée par de nombreux artistes tels que d'Oliver Jeffers, Robin Rhode ou encore Mode 2.

## Documentation
- (en) Neither here nor there : the art of Oliver Jeffers, sous la dir. de Richard Seabrooke, préface de Richard Seabrooke, introduction de Mac Premo, Berlin, Gestalten, 2012

## Adaptation de son œuvre
- Lost and found, court métrage britannique de Philip Hunt, designer et animation Amandine Pecharman, musique de Max Richter, production : Sue Goffe, distribution : Studio Aka (en), 2008 - durée 25 min. - d'après son ouvrage éponyme paru en 2005, et traduit sous le titre Perdu ? Retrouvé ! Prix Viktor Kubal (meilleur film d'animation) à la Biennale d'animation de Bratislava (BAB) 2010[18].